# Dactylochelifer gansuensis
Espèce
Dactylochelifer gansuensis est une espèce de pseudoscorpions de la famille des Cheliferidae.

## Distribution
Cette espèce est endémique de Chine.

## Étymologie
Son nom d'espèce, composé de gansu et du suffixe latin -ensis, « qui vit dans, qui habite », lui a été donné en référence au lieu de sa découverte, le Gansu.

## Publication originale
- Redikorzev, 1934 : Schwedisch-Chinesische wissenschaftliche Expedition nach den nord-westlichen Provinzen Chinas, unter Leitung von Dr. Sven Hedin und Prof. Sü Ping-Chang. Pseudoscorpiones. Arkiv för Zoologi, sér. A, vol. 27, p. 1-4.